# Comisión de Presupuesto y Hacienda del Senado de la Nación
La comisión de Presupuesto y Hacienda es una comisión permanente del Senado de la Nación Argentina.
Le Corresponde dictaminar sobre lo relativo a presupuesto general de la administración y las reparticiones autárquicas, régimen impositivo y aduanero, deuda pública, suministros del Estado, contralor de seguros y reaseguros, régimen financiero de las obras de ayuda social, y todo otro asunto referente al ramo de presupuesto y hacienda. 

## Integrantes
| Oficialismo | Oposición |
| --- | --- |
| - Eric Calcagno - Presidente - Marcelo Guinle - Guillermo Jenefes - José Pampuro - Nanci Parrilli - José Mayans | - Roy Nikisch - Vicepresidente - Carlos Reutemann - Ernesto Sanz - Laura Montero - Gerardo Morales - María Eugenia Estenssoro - Juan Carlos Romero - Carlos Verna - Carlos Menem |

- Datos: Q5779330